# Widłogonki
Widłogonki, mysiogony (Diplura) – rząd stawonogów z podtypu Hexapoda, zaliczany niegdyś do owadów bezskrzydłych (Apterygota).
Znanych jest około 800 gatunków widłogonków, z czego w Europie występuje około 280. W Polsce rozpoznano dotychczas 10 gatunków z rodziny Campodeidae. Obejmują one gatunki o długości do 6 mm, żyjące pod kamieniami, w glebie, martwym drewnie lub ściółce. Nazwa pochodzi od przysadek odwłokowych na zakończeniu odwłoka, przypominających widełki (z grec. diplos – dwa i ouros – ogon).
Ciało zwykle wąskie, wydłużone, bezbarwne lub białe. Nie mają oczu. Na głowie znajduje się para czułków, natomiast tylne wyrostki, będące narządami czucia, zwykle długie i cienkie, mogą być także przekształcone w szczypce, które służą gatunkom drapieżnym do zdobywania pokarmu.
W większości są roślinożerne i żywią się martwymi szczątkami organicznymi, niektóre polują na inne małe stawonogi. Występując w ściółce leśnej odgrywają rolę w jej rozkładzie.

## Systematyka
Do widłogonków zaliczane są rzędy Dicellurata i Rhabdura. Analiza filogenetyczna przeprowadzona przez Luana i współpracowników sugeruje, że widłogonki są najbliżej spokrewnione z pierwogonkami, a następnie ze skoczogonkami, razem z tymi dwiema grupami tworząc klad siostrzany dla owadów.